# Sword Art Online: Infinity Moment
Sword Art Online: Infinity Moment (ソードアート・オンライン -インフィニティ・モーメント- Sōdo Āto Onrain: Infiniti Mōmento) là một game dựa trên bộ light novel dài tập Sword Art Online. Game được phát hành trong cả hai bản tiêu chuẩn và giới hạn tại Nhật Bản vào ngày 14 tháng 3 năm 2013 cho PlayStation Portable. Phần tiếp theo của game là Sword Art Online: Hollow Fragment trên PlayStation Vita bao gồm tất cả các nội dung của nó.

## Lối chơi
Lối chơi trong game có nhiều điểm tương đồng với các game MMORPG, dù bản thân nó không phải là một game trực tuyến, bao gồm cả khả năng sắm sửa và nâng cấp vũ khí, đi làm nhiệm vụ, và chiến đấu trong một nhóm với các nhân vật khác. Nhân vật chính Kirito có thể trang bị tới mười loại vũ khí, chẳng hạn như kiếm và rìu.

## Cốt truyện
Infinity Moment đi theo một cốt truyện thay thế từ sự kết thúc của phần đầu trong câu chuyện gốc, khi một lỗi game (glitch) khiến cho Kirito và những người chơi khác vẫn còn ở lại trong Sword Art Online dù đã đánh bại Heathcliff, và số người chơi đến từ các game VMMORPG khác, chẳng hạn như nhân vật chính trong phần thứ hai và thứ ba là Leafa và Sinon, bị mắc kẹt vào trong thế giới này.

## Phát triển
Trò chơi đã được phát hành vào ngày 14 tháng 3 năm 2013 tại Nhật Bản cho hệ máy PlayStation Portable. Vào tháng 6 năm 2014, Bandai Namco đã phát hành một bản vá lỗi thêm vào một chế độ chơi mới cùng lối chơi bổ sung sau khi hoàn thành phần cốt truyện chính.

## Đón nhận
Trò chơi đã bán được 138.180 bản bán lẻ ngay trong tuần đầu tiên phát hành tại Nhật Bản, đứng đầu bảng xếp hạng doanh thu phần mềm Nhật Bản trong tuần đó. Đến tháng 6 năm 2013, game đã bán được hơn 200.000 bản.

## Remake
Trò chơi đã được làm lại thành HD dành cho PlayStation Vita dưới dạng Sword Art Online: Hollow Fragment. Một số tính năng như điểm số và kỹ năng của người chơi, có thể được chuyển từ Infinity Moment sang Hollow Fragment.